# Campionato d'Asia per club 1997-1998
Il Campionato d'Asia per Club 1997-98 venne vinto dal Pohang Steelers (Corea del Sud).

## Primo turno

### Asia Occidentale
| Squadra 1          | Totale | Squadra 2       | Andata  | Ritorno |
| ------------------ | ------ | --------------- | ------- | ------- |
| Sur Club           | 0-9    | Al-Zawraa       | 0-5     | 0-4     |
| Al-Ansar           | 3-1    | Al-Arabi        | 2-1     | 1-0     |
| Al-Wahda           | (w/o)1 | Al-Nasr         | {{{6}}} | {{{7}}} |
| Al-Hilal           | (w/o)2 | Al-Rayyan       | {{{6}}} | {{{7}}} |
| Metallurg Kadamjay | 2-4    | Dynamo Dushanbe | 2-13    | 0-3     |
| Al-Hilal           | bye    | {{{4}}}         | {{{6}}} | {{{7}}} |
| Navbahor Namangan  | bye    | {{{4}}}         | {{{6}}} | {{{7}}} |
| Nisa Asgabat       | bye    | {{{4}}}         | {{{6}}} | {{{7}}} |
| Persepolis FC      | bye    | {{{4}}}         | {{{6}}} | {{{7}}} |
| Taraz Zhambyl      | bye    | {{{4}}}         | {{{6}}} | {{{7}}} |

1 Al-Nasr ritirato prima andata

2 Al-Hilal ritirato prima andata

3 secondo altre fonti andata finì 1-2

### Asia Orientale
| Squadra 1           | Totale | Squadra 2              | Andata | Ritorno |
| ------------------- | ------ | ---------------------- | ------ | ------- |
| Pohang Steelers     | 13-0   | Mohammedan SC          | 11-0   | 2-0     |
| Victory SC          | 4-3    | Mahendra Police        | 3-2    | 1-1     |
| Finance and Revenue | 4-0    | Saunders SC            | 1-0    | 3-0     |
| Churchill Brothers  | 1-2    | Đồng Tháp F.C.         | 0-1    | 1-1     |
| Persebaya Surabaya  | 2-6    | Ulsan Hyundai Horang-i | 1-2    | 1-4     |
| Kashima Antlers     | 8-2    | Geylang United         | 6-1    | 2-1     |
| Selangor FA         | 0-2    | South China            | 0-0    | 0-2     |
| Dalian Wanda        | 4-2    | Bangkok Bank           | 4-2    | 0-0     |

## Turno intermedio

### Asia Centrale
| Squadra 1         | Totale | Squadra 2       | Andata | Ritorno |
| ----------------- | ------ | --------------- | ------ | ------- |
| Navbahor Namangan | 4-2    | Dynamo Dushanbe | 3-0    | 1-2     |
| Taraz Zhambyl     | 2-4    | Nisa Asgabat    | 2-2    | 0-2     |

## Secondo turno

### Asia Occidentale
| Squadra 1         | Totale | Squadra 2     | Andata | Ritorno |
| ----------------- | ------ | ------------- | ------ | ------- |
| Al-Ansar          | 4-0    | Al-Wahda      | 2-0    | 2-0     |
| Al-Zawraa         | 0-2    | Persepolis FC | 0-0    | 0-2     |
| Al-Hilal          | 3-2    | Al-Rayyan     | 2-2    | 0-4     |
| Navbahor Namangan | 8-3    | Nisa Asgabat  | 6-1    | 2-2     |

### Asia Orientale
| Squadra 1              | Totale | Squadra 2       | Andata | Ritorno |
| ---------------------- | ------ | --------------- | ------ | ------- |
| Pohang Steelers        | 15-0   | Victory SC      | 3-0    | 12-0    |
| Finance and Revenue    | 4-4    | Đồng Tháp F.C.  | 0-1    | 4-3     |
| Ulsan Hyundai Horang-i | 2-6    | Kashima Antlers | 1-5    | 1-1     |
| South China            | 1-6    | Dalian Wanda    | 0-4    | 1-2     |

## Quarti di finale

### Asia Occidentale
| Squadra           | G | V | N | P | GF | GS | DR | Pti |
| ----------------- | - | - | - | - | -- | -- | -- | --- |
| Persepolis FC     | 3 | 2 | 1 | 0 | 3  | 1  | +2 | 7   |
| Al-Hilal          | 3 | 2 | 0 | 1 | 6  | 3  | +3 | 6   |
| Navbahor Namangan | 3 | 0 | 2 | 1 | 2  | 4  | −2 | 2   |
| Al-Ansar          | 3 | 0 | 1 | 2 | 1  | 4  | −3 | 1   |

| 22 febbraio 1998 | Al-Hilal | 0 – 1 | Persepolis FC | Libano |

| 22 febbraio 1998 | Al-Ansar | 0 – 0 | Navbahor Namangan | Libano |

| 24 febbraio 1998 | Al-Hilal | 3 – 1 | Navbahor Namangan | Libano |

| 24 febbraio 1998 | Al-Ansar | 0 – 1 | Persepolis FC | Libano |

| 26 febbraio 1998 | Persepolis FC | 1 – 1 | Navbahor Namangan | Libano |

| 26 febbraio 1998 | Al-Ansar | 1 – 3 | Al-Hilal | Libano |

### Asia Orientale
| Squadra             | G | V | N | P | GF | GS | DR  | Pti |
| ------------------- | - | - | - | - | -- | -- | --- | --- |
| Pohang Steelers     | 3 | 2 | 0 | 1 | 8  | 4  | +4  | 6   |
| Dalian Wanda        | 3 | 2 | 0 | 1 | 7  | 4  | +3  | 6   |
| Kashima Antlers     | 3 | 2 | 0 | 1 | 6  | 3  | +3  | 6   |
| Finance and Revenue | 3 | 0 | 0 | 3 | 2  | 12 | −10 | 0   |

| [[Zhejiang, Cina]] 11 febbraio 1998                                                         | Dalian Wanda | 4 – 1       | Finance and Revenue | Ningbo (8,000 spett.) |
| \| \| \| \| \| Wang Tao 20’ Hao Haidong 26’, 36’ Li Ming 46’ \| Marcatori \| 1’ Win Aung \| |              |             |                     |                       |
|                                                                                             |              |             |                     |                       |
| Wang Tao 20’ Hao Haidong 26’, 36’ Li Ming 46’                                               | Marcatori    | 1’ Win Aung |                     |                       |

| [[Zhejiang, Cina]] 11 febbraio 1998                                             | Pohang Steelers | 2 – 1        | Kashima Antlers | Ningbo (7,000 spett.) |
| \| \| \| \| \| Park Tae-Ha 36’ Lee Dong-Guk 56’ \| Marcatori \| 58’ Jorginho \| |                 |              |                 |                       |
|                                                                                 |                 |              |                 |                       |
| Park Tae-Ha 36’ Lee Dong-Guk 56’                                                | Marcatori       | 58’ Jorginho |                 |                       |

| [[Zhejiang, Cina]] 13 febbraio 1998                                       | Kashima Antlers | 3 – 0 | Finance and Revenue | Ningbo (7,000 spett.) |
| \| \| \| \| \| Toru Oruki 52’ Takayuki Suzuki 88’, 89’ \| Marcatori \| \| |                 |       |                     |                       |
|                                                                           |                 |       |                     |                       |
| Toru Oruki 52’ Takayuki Suzuki 88’, 89’                                   | Marcatori       |       |                     |                       |

| [[Zhejiang, Cina]] 13 febbraio 1998                                                   | Pohang Steelers | 1 – 2                          | Dalian Wanda | Ningbo (12,000 spett.) |
| \| \| \| \| \| Serhiy Konovalov 66’ \| Marcatori \| 74’ Wu Chengying 79’ Wei Yimin \| |                 |                                |              |                        |
|                                                                                       |                 |                                |              |                        |
| Serhiy Konovalov 66’                                                                  | Marcatori       | 74’ Wu Chengying 79’ Wei Yimin |              |                        |

| [[Zhejiang, Cina]] 15 febbraio 1998                                                                                               | Finance and Revenue | 1 – 5                                                                          | Pohang Steelers | Ningbo (22,000 spett.) |
| \| \| \| \| \| Aung Naining 55’ \| Marcatori \| 15’ Baek Seung-Chul 56’ Lee Dong-Guk 60’ Serhiy Konovalov 81’, 88’ Park Tae-Ha \| |                     |                                                                                |                 |                        |
| |                     |                                                                                |                 |                        |
| Aung Naining 55’ | Marcatori           | 15’ Baek Seung-Chul 56’ Lee Dong-Guk 60’ Serhiy Konovalov 81’, 88’ Park Tae-Ha |                 |                        |

| [[Zhejiang, Cina]] 15 febbraio 1998                                 | Dalian Wanda | 1 – 2                 | Kashima Antlers | Ningbo (24,000 spett.) |
| \| \| \| \| \| Li Ming 70’ \| Marcatori \| 47’, 75’ Yasuo Manaka \| |              |                       |                 |                        |
|                                                                     |              |                       |                 |                        |
| Li Ming 70’                                                         | Marcatori    | 47’, 75’ Yasuo Manaka |                 |                        |

## Semifinali
| 3 aprile 1998                                                  | Persepolis FC | 0 – 2                        | Dalian Wanda | Hong Kong |
| \| \| \| \| \| \| Marcatori \| 32’ Wang Tao 63’ Hao Haidong \| |               |                              |              |           |
|                                                                |               |                              |              |           |
|                                                                | Marcatori     | 32’ Wang Tao 63’ Hao Haidong |              |           |

| 3 aprile 1998                                     | Al-Hilal  | 0 – 1           | Pohang Steelers | Hong Kong |
| \| \| \| \| \| \| Marcatori \| 45’ Park Tae-Ha \| |           |                 |                 |           |
|                                                   |           |                 |                 |           |
|                                                   | Marcatori | 45’ Park Tae-Ha |                 |           |

## Finale 3º-4º posto
| 5 aprile 1998 | Al-Hilal | 4 – 1 | Persepolis FC | Hong Kong |

## Finale
| 5 aprile 1998 | Pohang Steelers | 0 – 0 (dts, 6 dcr 5) | Dalian Wanda | Hong Kong |

## Campioni
| Asian Club Championship 1997-98 Pohang Steelers Secondo Titolo |

## Fonti
- RSSSF, su rsssf.com.